# Samtgemeinde Rosche
Samtgemeinde Rosche er en Samtgemeinde bestående af fem kommuner, beliggende i den østlige del af Landkreis Uelzen, i den østlige del af den tyske delstat Niedersachsen. Samtgemeindes administration ligger i byen Rosche.

## Inddeling
Samtgemeinde Rosche består af fem kommuner med deres landsbyer og bebyggelser:
- Oetzen med landsbyerne Bruchwedel, Dörmte, Jarlitz, Stöcken og Süttorf samt Oetzmühle.
- Rätzlingen
- Rosche med landsbyerne Borg, Göddenstedt (Gut Göddenstedt), Hohenweddrien, Katzien, Nateln, Neumühle, Polau, Prielip, Schmölau (Retzien), Schwemlitz (Probien), Stütensen, Teyendorf og Zarenthien (Gauel) samt Göddenstedter Mühle.
- Stoetze med landsbyerne Bankewitz, Boecke, Schlankau, Groß Malchau, Hohenzethen og Nievelitz samt Hof Rohrstorf, Törwe og Zieritz.
- Suhlendorf med landsbyerne Batensen, Dallahn, Dalldorf, Groß Ellenberg, Grabau, Güstau, Klein Ellenberg, Klein Malchau, Kölau, Molbath, Nestau, Növenthien, Rassau, Schlieckau og Wellendorf samt St. Omer.